# 東本德鎮區 (北卡羅萊納州亞德金縣)
東本德鎮區（英語：East Bend Township）是位於美國北卡羅萊納州亞德金縣的一個鎮區。

## 地方資料
東本德鎮區的面積為84.84平方千米，皆為陸地。根據2020年美國人口普查的數據，當地共有人口3457人，而人口密度為每平方千米40.75人。